# Patmos

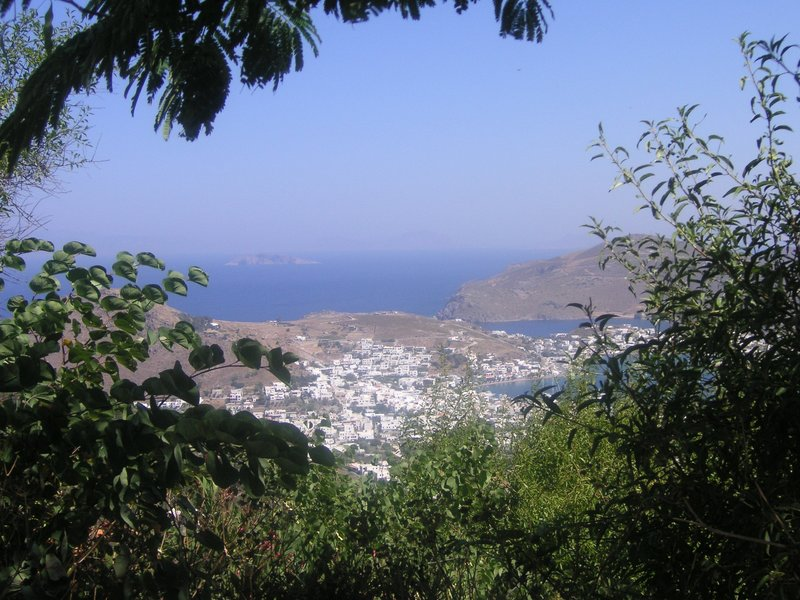
O porto de Escala, na ilha de Patmos

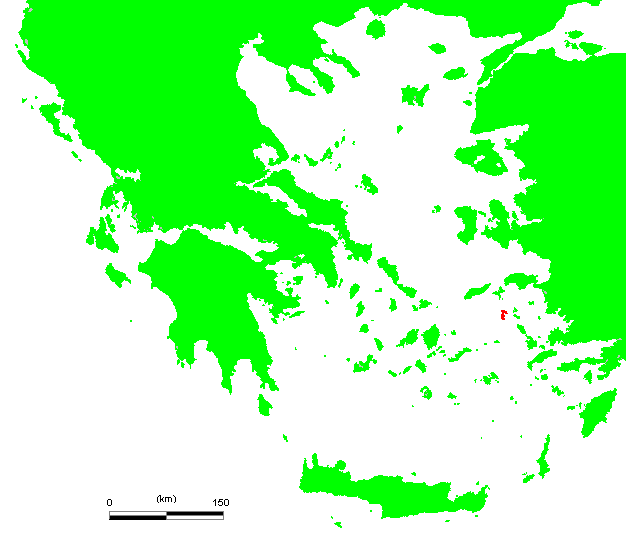
Localização da ilha de Patmos

Patmos (em grego: Πάτμος; romaniz.: Pátmos) é uma pequena ilha grega do Dodecaneso, no Egeu Meridional, situada a 55 km da costa Sudoeste da Turquia, no Mar Egeu. Tem uma área total de 45 km² e uma população de 3 283 habitantes (2021).
Patmos é uma municipalidade (demo) integrante da unidade regional de Calímnos com capital em Hora (ou Chora), que às vezes é chamada, erroneamente, de Patmos. Escala é o único porto.
A ilha é dividida em duas partes quase iguais, uma do norte e outra do sul, unidas por um  istmo. A vegetação é escassa, e o relevo é formado por montes relativamente baixos, cujo ponto mais alto chama-se Profeta Elias (em grego: Προφήτη Ηλία; romaniz.: Profíti Ilía) e tem 269 m de altitude.

## História
Conhecida por ser o local para onde João de Patmos foi exilado e escreveu o livro da Bíblia "Apocalipse" — conforme consta na introdução do próprio livro —, Patmos foi usada como um lugar de banimento do Império Romano. Segundo uma tradição preservada por Ireneu, Eusébio, Jerônimo e outros, o exílio de João aconteceu em 95 ou 96 d.C., no décimo quarto ano do reinado de Domiciano. A tradição local ainda aponta a caverna onde João teria recebido a revelação para escrever o livro de Apocalipse.
Em 1770, ocorreu a revolução de Orlof e os russos apareceram em primeiro plano como libertadores, enquanto com o tratado Kiucchuk-Kainartzi, as ilhas do mar Egeu voltaram às mãos dos otomanos. A consciência nacional, porém, fortemente cultivada nos anos anteriores na ilha, devido ao desenvolvimento urbano e espiritual, levou os patmianos a serem os segundos depois dos especiotianos a erguer a bandeira da revolução grega. De fato, seus compatriotas eram Emmanuel Xanthos, um dos fundadores de Philiki Etairia e o apóstolo de Philiki Dimitrios Themelis que assumiu um papel de liderança na Revolução no Egeu. As Grandes Potências, porém, com o Tratado de Constantinopla (1832) cederam novamente o Dodecaneso aos otomanos, que, no entanto, os entregaram aos italianos em maio de 1912.
Nos últimos anos do domínio turco e durante o domínio italiano, os privilégios patriarcais foram abolidos, o comércio e o comércio foram afetados e começou a hemorragia da imigração. Ocupada pelos italianos em 1912, como todo o Dodecaneso, ficou sob domínio italiano, inicialmente militar e político a partir de 1923.
Em 1999, o centro histórico de Chora, o Mosteiro de São João, o Teólogo e a Caverna do Apocalipse  foram incluídos no Património Mundial pela UNESCO.